# Bambusicola thoracicus
La pernice del bambù della Cina (Bambusicola thoracicus (Temminck, 1815)) è un uccello galliforme della famiglia dei Fasianidi.

## Descrizione

### Dimensioni
Misura circa 32 cm di lunghezza per 200-342 g di peso.

### Aspetto
La pernice del bambù della Cina ha un becco grigio con la punta nera. L'iride è marrone scuro, le zampe sono grigio-oliva. I sessi sono identici, ma il maschio è dotato di un forte sperone tarsale del tutto assente nella femmina. La coda è relativamente lunga e graduata. Negli adulti di entrambi i sessi, il vertice e la nuca sono marroni, con piume rossastre all'estremità. La fronte, le redini e il sopracciglio sono di colore grigio-bluastro. La gola, la parte inferiore delle copritrici auricolari, i fianchi e la parte anteriore del collo sono rosso-ruggine. Il petto è grigio-bluastro; al di sotto della zona di questo colore vi è una stretta fascia rossa. Il resto delle parti inferiori presenta una colorazione camoscio-cannella, con grandi macchie scure o nere e castane a forma di cuore. La regione superiore presenta una colorazione marrone-oliva chiaro, con vermicolature grigie e grandi macchie nere e castane, nonché piccoli punti bianchi su mantello, scapolari e copritrici alari. Il groppone, il dorso e le copritrici sottocaudali sono marroni, con piccole macchie nere sparse. Le primarie e le secondarie sono grigio-brune. La coda è rossastra con delle barre marrone scuro e cannella.
I giovani presentano una colorazione più opaca di quella degli adulti, con un rosso meno brillante. La testa è marroncina, il sopracciglio camoscio. Le parti inferiori sono finemente striate di camoscio.

### Voce
Il grido di riconoscimento del maschio è un gi-gi-gi-gi-gi-gigeroi-gigeroi potente e sonoro. Durante la maggior parte dei mesi dell'anno, emette un sih-mo-kuai sih-mo-kuai, ma non appena si avvicina la stagione della riproduzione prendono il sopravvento i richiami in duo delle coppie, con dei killy killy che si trasformano rapidamente in un e-put-kwai montante in crescendo. Sono i maschi che prendono l'iniziativa durante questi canti.

## Biologia

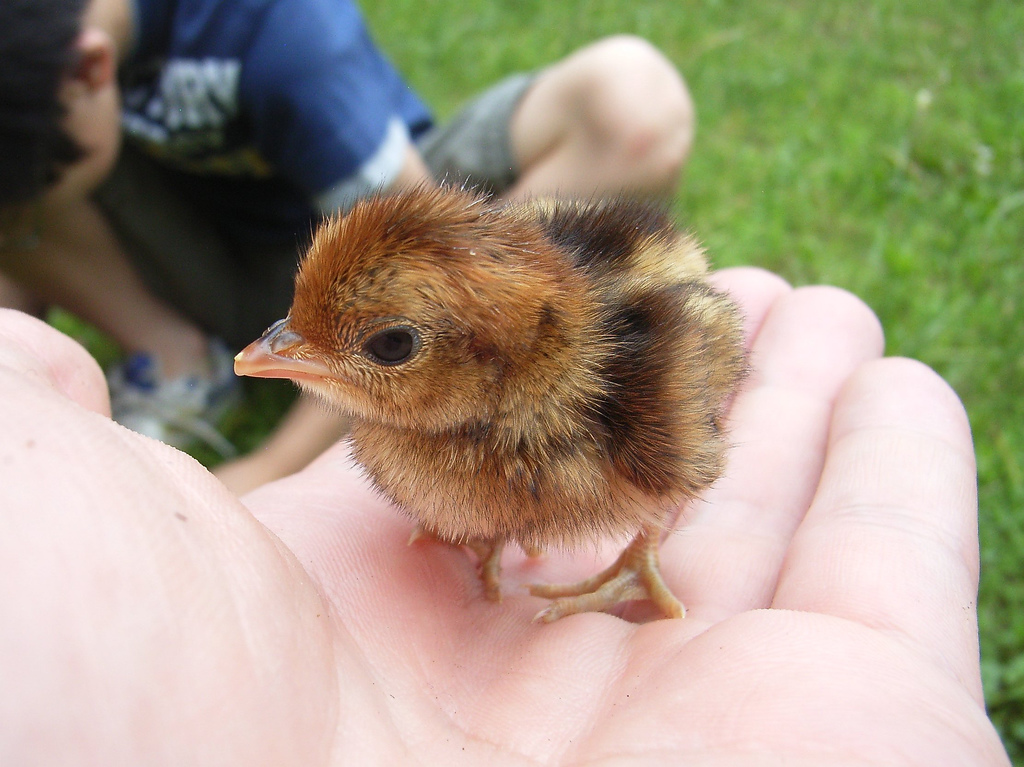
Un pulcino di due giorni.

Le pernici del bambù della Cina vivono in coppie o in gruppi che possono comprendere fino a 20 individui. In Giappone, durante il periodo invernale, i raggruppamenti possono essere formati anche da 40 uccelli. Ogni gruppo possiede in linea di principio un suo territorio esclusivo, una sua area di foraggiamento particolare e un suo luogo di riposo, ma tutte le notizie riguardanti la territorialità dei gruppi richiedono conferma e ulteriori informazioni. Le pernici del bambù della Cina vanno in cerca di cibo sui terreni coltivati, eliminando le erbe infestanti e la vegetazione che ricopre il suolo. Si alimentano spesso in compagnia dei volatili domestici in prossimità delle abitazioni. In primavera lasciano le terre basse che occupano durante l'inverno per raggiungere la sommità delle colline. In questo periodo dell'anno si riposano in piccoli gruppi sugli alberi.

### Riproduzione
Le modalità dell'accoppiamento non sono molto conosciute, ma data la grande frequenza dei rapporti di coppia o dei comportamenti in duo, sembra più che probabile che la specie sia monogama. I grandi gruppi iniziano a disperdersi all'inizio della primavera. Il nido è situato ai piedi di un albero, sotto un cespuglio o tra l'erba. La covata comprende da 3 a 7 uova (fino a 15 in Giappone) di colore crema scuro o marrone chiaro. L'incubazione dura da 17 a 19 giorni. In Giappone il periodo della nidificazione ha luogo a partire da fine aprile-inizio maggio.

## Distribuzione e habitat
Le pernici del bambù della Cina frequentano le fitte boscaglie situate sulle colline fino a 2000 metri di altitudine. Malgrado il loro nome, non vivono esclusivamente nei boschetti di bambù. Sono anche comuni nelle regioni ricoperte da arbusti, nelle praterie e perfino nei parchi urbani in Giappone. La specie è presente nel sud della Cina, dal Sichuan orientale e dal Guizhou, ad ovest, fino allo Hunan, al Jiangxi, al Guangdong, al Fujian e allo Zhejiang meridionale, ad est. Agli inizi del XX secolo, è stata introdotta con grande successo in Giappone.

## Conservazione
La specie è abbastanza diffusa in tutto il suo areale. È in leggero declino in Cina a causa della caccia e del degrado dell'habitat, ma questo non sembra costituire un problema per la sua sopravvivenza.